# فهرست تک‌آهنگ‌های رتبه اول ۱۰۰ آهنگ داغ بیلبورد (۲۰۰۹)

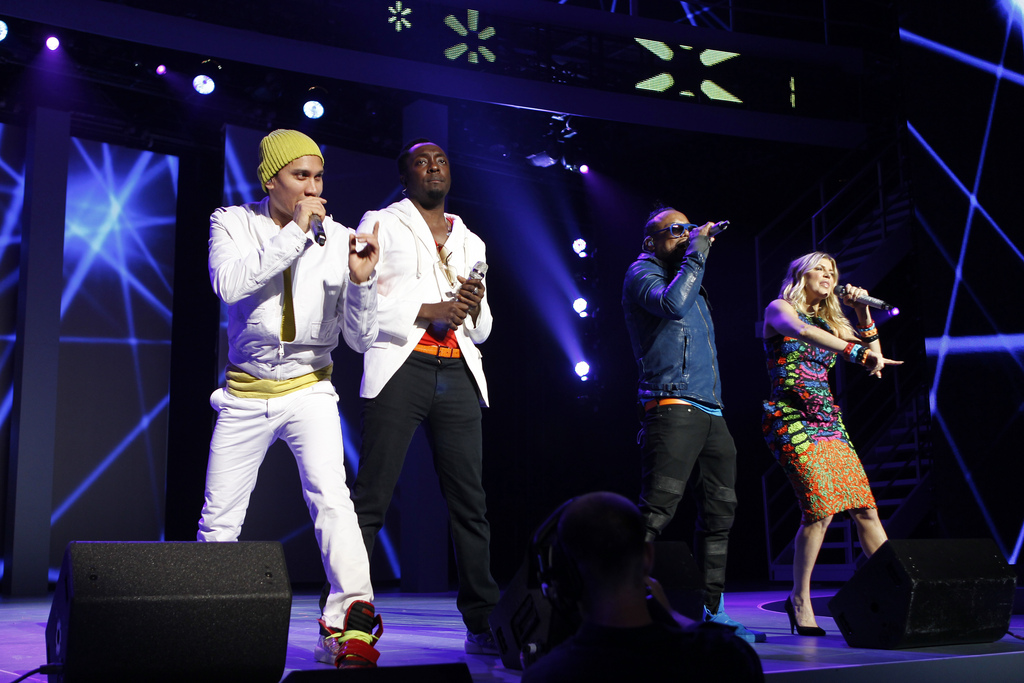
سال 2009 از سال‌های تعیین کننده در دنیای موسیقی پاپ بود چرا که دو تا از مهم ترین آهنگ‌های پاپ در طول تاریخ توسط لیدی گاگا منتشر شد.

این صفحه فهرست ترانه‌هایی است که در فهرست ۱۰۰ آهنگ داغ بیلبورد که میزان فروش در ایالات متحده آمریکا است در سال ۲۰۰۹ حداقل به مدت یک هفته به رتبه یک دست یافتند.
| تاریخ      | ترانه                               | هنرمند(ان)                    | منابع         |
| ---------- | ----------------------------------- | ----------------------------- | ------------- |
| ۳ ژانویه   | "خانم‌های تنها (یک حلقه رویش بگذار)" | بیانسه                        | [ ۱ ]         |
| ۱۰ ژانویه  | "خانم‌های تنها (یک حلقه رویش بگذار)" | بیانسه                        | [ ۲ ]         |
| ۱۷ ژانویه  | "فقط برقص"                          | لیدی گاگا همراه کولبی اودانیس | [ ۳ ]         |
| ۲۴ ژانویه  | "فقط برقص"                          | لیدی گاگا همراه کولبی اودانیس | [ ۴ ]         |
| ۳ ژانویه۱  | "فقط برقص"                          | لیدی گاگا همراه کولبی اودانیس | [ ۵ ]         |
| ۷ فوریه    | "زندگی من بدون تو افتضاح است"       | کلی کلارکسون                  | [ ۶ ]         |
| ۱۴ فوریه   | "زندگی من بدون تو افتضاح است"       | کلی کلارکسون                  | [ ۷ ]         |
| ۲۱ فوریه   | "یک بطری بشکن"                      | امینم, دکتر دره و فیفتی سنت   | [ ۸ ]         |
| ۲۸ فوریه   | "راند درست"                         | فلو رایدا                     | [ ۹ ]         |
| ۷ مارس     | "راند درست"                         | فلو رایدا                     | [ ۱۰ ]        |
| ۱۴ مارس    | "راند درست"                         | فلو رایدا                     | [ ۱۱ ]        |
| ۲۱ مارس    | "راند درست"                         | فلو رایدا                     | [ ۱۲ ]        |
| ۲۸ مارس    | "راند درست"                         | فلو رایدا                     | [ ۱۳ ]        |
| ۴ آوریل    | "راند درست"                         | فلو رایدا                     | [ ۱۴ ]        |
| ۱۱ آوریل   | "پوکر فیس"                          | لیدی گاگا                     | [ ۱۵ ] [ ۱۶ ] |
| ۱۸ آوریل   | "بوم بوم پو"                        | بلک آید پیز                   | [ ۱۷ ] [ ۱۸ ] |
| ۲۵ آوریل   | "بوم بوم پو"                        | بلک آید پیز                   | [ ۱۹ ]        |
| ۲ مه       | "بوم بوم پو"                        | بلک آید پیز                   | [ ۲۰ ]        |
| ۹ مه       | "بوم بوم پو"                        | بلک آید پیز                   | [ ۲۱ ]        |
| ۱۶ مه      | "بوم بوم پو"                        | بلک آید پیز                   | [ ۲۲ ]        |
| ۲ مه۳      | "بوم بوم پو"                        | بلک آید پیز                   | [ ۲۳ ]        |
| ۳۰ مه      | "بوم بوم پو"                        | بلک آید پیز                   | [ ۲۴ ]        |
| ۶ ژوئن     | "بوم بوم پو"                        | بلک آید پیز                   | [ ۲۵ ]        |
| ۱۳ ژوئن    | "بوم بوم پو"                        | بلک آید پیز                   | [ ۲۶ ]        |
| ۲۰ ژوئن    | "بوم بوم پو"                        | بلک آید پیز                   | [ ۲۷ ]        |
| ۲۷ ژوئن    | "بوم بوم پو"                        | بلک آید پیز                   | [ ۲۸ ]        |
| ۴ ژوئیه    | "بوم بوم پو"                        | بلک آید پیز                   | [ ۲۹ ]        |
| ۱۱ ژوئیه   | "من یک احساسی دارم"                 | بلک آید پیز                   | [ ۳۰ ]        |
| ۱۸ ژوئیه   | "من یک احساسی دارم"                 | بلک آید پیز                   | [ ۳۱ ]        |
| ۲۵ ژوئیه   | "من یک احساسی دارم"                 | بلک آید پیز                   | [ ۳۲ ]        |
| ۱ اوت      | "من یک احساسی دارم"                 | بلک آید پیز                   | [ ۳۳ ]        |
| ۸ اوت      | "من یک احساسی دارم"                 | بلک آید پیز                   | [ ۳۴ ]        |
| ۱ اوت۵     | "من یک احساسی دارم"                 | بلک آید پیز                   | [ ۳۵ ]        |
| ۲۲ اوت     | "من یک احساسی دارم"                 | بلک آید پیز                   | [ ۳۶ ]        |
| ۲۹ اوت     | "من یک احساسی دارم"                 | بلک آید پیز                   | [ ۳۷ ]        |
| ۵ سپتامبر  | "من یک احساسی دارم"                 | بلک آید پیز                   | [ ۳۸ ]        |
| ۱۲ سپتامبر | "من یک احساسی دارم"                 | بلک آید پیز                   | [ ۳۹ ]        |
| ۱۹ سپتامبر | "من یک احساسی دارم"                 | بلک آید پیز                   | [ ۴۰ ]        |
| ۲۶ سپتامبر | "من یک احساسی دارم"                 | بلک آید پیز                   | [ ۴۱ ]        |
| ۳ اکتبر    | "من یک احساسی دارم"                 | بلک آید پیز                   | [ ۴۲ ]        |
| ۱۰ اکتبر   | "من یک احساسی دارم"                 | بلک آید پیز                   | [ ۴۳ ]        |
| ۱۷ اکتبر   | "پایین"                             | جی شان همراه با لیل وین       | [ ۴۴ ]        |
| ۲۴ اکتبر   | "۳ (ترانه)"                         | بریتنی اسپیرز                 | [ ۴۵ ]        |
| ۳۱ اکتبر   | "پایین"                             | جی شان همراه با لیل وین       | [ ۴۶ ]        |
| ۷ نوامبر   | «کرم‌های شب‌تاب»                      | اول سیتی                      | [ ۴۷ ]        |
| ۱۴ نوامبر  | "واچا سی"                           | جیسون درولو                   | [ ۴۸ ]        |
| ۲۱ نوامبر  | «کرم‌های شب‌تاب»                      | اول سیتی                      | [ ۴۹ ]        |
| ۲۸ نوامبر  | "پادشاهی متحد ذهن"                  | جی-زی و آلیشا کیز             | [ ۵۰ ]        |
| ۵ دسامبر   | "پادشاهی متحد ذهن"                  | جی-زی و آلیشا کیز             | [ ۵۱ ]        |
| ۱۲ دسامبر  | "پادشاهی متحد ذهن"                  | جی-زی و آلیشا کیز             | [ ۵۲ ]        |
| ۱۹ دسامبر  | "پادشاهی متحد ذهن"                  | جی-زی و آلیشا کیز             | [ ۵۳ ]        |
| ۲۶ دسامبر  | "پادشاهی متحد ذهن"                  | جی-زی و آلیشا کیز             | [ ۵۴ ]        |